# Ешлі Теппін
Ешлі Теппін (англ. Ashley Tappin, 18 грудня 1974) — американська плавчиня.
Олімпійська чемпіонка 1992, 2000 років.
Чемпіонка світу з водних видів спорту 1991 року, призерка 1994 року.
Переможниця Панамериканських ігор 1991 року.